# La Choriste
La Choriste ou La Chanteuse est une nouvelle d’Anton Tchekhov (en russe : Khoristka).

## Historique
La Choriste est initialement publiée dans la revue russe Les Éclats, no 27, en 1886, et signée Antocha Tchékhonté. Autre traduction, La Chanteuse. La nouvelle est reprise par l'auteur en 1893 sous le titre La Choriste.

## Résumé
Pacha raconte un épisode pénible qui lui est arrivé quand elle était jeune. Elle était chez elle avec un admirateur, Nicolaï Kolpakov. Sonne une dame, bien sous tous rapports, qui lui demande si son mari Nicolaï Kolpakov était bien présent ? Sans lui laisser le temps de répondre, elle l’accuse d’avoir détourné son mari du droit chemin, qu’il est recherché pour détournement, qu’il va être arrêté si elle ne remet pas neuf cents roubles aujourd’hui même.
Pacha lui jure qu’excepté un bracelet et une bague sans valeur et quelques gâteaux, elle n’a jamais rien reçu de M. Kolpakov. La femme ne la croit pas, elle lui dépeint ce qui va arriver à ses enfants, jetés dans la rue, affamés. Pacha éclate en sanglots et lui remet des bijoux qu’elle avait reçus en cadeaux d’autres hommes. La femme les prend et part sans un mot de remerciements.
Nicolaï Kolpakov sort de la pièce où il était caché et reproche à Pacha d’avoir laissé sa femme s'humilier devant une fille comme elle. Il la quitte sur-le-champ. Pacha a perdu tous ses bijoux : elle est vexée.

## Note
1. ↑  Voir Dictionnaire Tchekhov, Page 52, Françoise Darnal-Lesné, Édition L'Harmattan, 2010,  (ISBN 978 2 296 11343 5)
2. ↑  « Bonnet de nuit » en russe.

## Édition française
- La Choriste, traduit par Madeleine Durand et Édouard Parayre, révision de Lily Dennis, Bibliothèque de la Pléiade, éditions Gallimard, 1967  (ISBN 978 2 07 0105 49 6).